# 博梅特
博梅特（法語：Beaumettes，法語發音：[bomɛt]）是法国普罗旺斯-阿尔卑斯-蓝色海岸大区沃克吕兹省的一个市镇，属于阿普特区。

## 地理
博梅特（43°51'31"N, 5°12'8"E）面积2.59 平方千米，位于法国普罗旺斯-阿尔卑斯-蓝色海岸大区沃克吕兹省，该省份为法国东南部内陆省份，北起德龙省，西北接阿尔代什省，西接加尔省，南至罗讷河口省，东南角与瓦尔省接壤，东临上普罗旺斯阿尔卑斯省。
与博梅特接壤的市镇（或旧市镇、城区）包括：戈尔德、古尔特、梅内尔布。

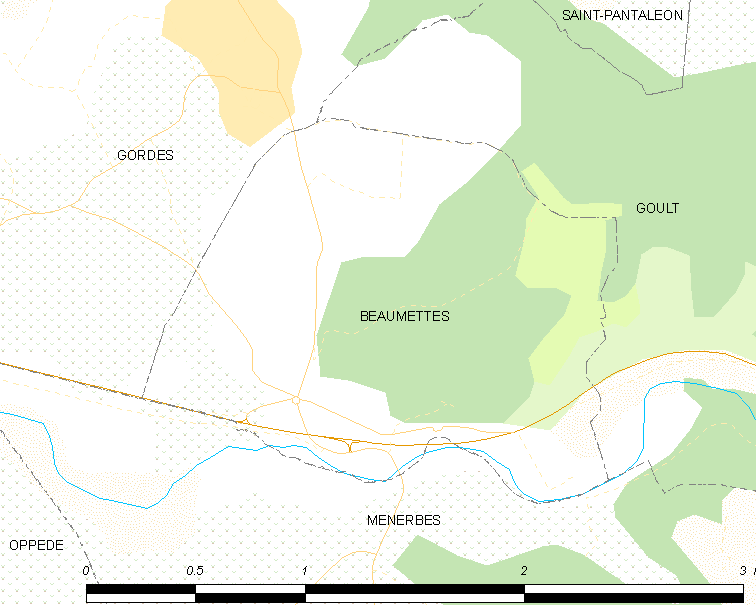
博梅特的OSM定位图

博梅特的时区为UTC+01:00、UTC+02:00（夏令时）。

## 行政
博梅特的邮政编码为84220，INSEE市镇编码为84013。

## 政治
博梅特所属的省级选区为阿普特县。

## 人口

1962-2008年间博梅特人口变化图示

博梅特于2022年1月1日时的人口数量为308人。